# El detective de Arthur Hailey
El detective de Arthur Hailey (título original: Detective) es una película estadounidense de drama, crimen y misterio de 2005, dirigida por David S. Cass Sr., escrita por Philip Rosenberg y basada en la novela Detective de Arthur Hailey, musicalizada por Jim Dooley, en la fotografía estuvo Maximo Munzi y los protagonistas son Tom Berenger, Annabeth Gish y Rick Gomez, entre otros. El filme fue realizado por Alpine Medien Productions, Hallmark Entertainment, Larry Levinson Productions y Silverstar Ltd., se estrenó el 16 de abril de 2005.

## Sinopsis
El sargento detective Malcolm Ainslie, un sacerdote católico transformado en un notable investigador de la policía, aceptó oír la confesión de un homicida serial condenado a morir en pocas horas. Lo que promete declarar a Ainslie es la verdad detrás de los asesinatos y por qué confesó un crimen del cual Ainslie no lo cree autor.